# 莫尔贝尼奥
莫尔贝尼奥（義大利語：Morbegno），是意大利松德里奥省的一个市镇。总面积15平方公里，人口12038人，人口密度802.5人/平方公里（2009年）。国家统计（ISTAT）代码为014045。

## 友好城市
- 英国蘭貝里斯 2004年